# ОШ „Вук Караџић” Сурдулица
ОШ „Вук Караџић” у Сурдулици, једна је од установа основног образовања на територији општине Сурдулица.
ОШ „Вук Караџић” је почела са радом 1979. године. Од самог почетка настава се одвијала у  школској згради која је до данас готово у потпуности реновирана. Школа поседује 24 учионице, кабинете за хемију, биологију, географију, музичку културу, информатику и енглески језик, фискултурну салу, библиотеку, радионице, школску кухињу са трпезаријом, зубну амбуланту,  зборницу, 5 канцеларија, простор за помоћно особље, портирницу и помоћне просторије.
Школа има у свом саставу три четвороразредна одељења у Алакинцу, Биновцу и Сувојници.
Маја месеца 2010. године школа је добила сертификат „Школа без насиља”.